# Machairophyllum
Genre
Classification phylogénétique
Machairophyllum Schwantes est un genre de plante de la famille des Aizoaceae.
Machairophyllum Schwantes, in Möller's Deutsche Gärtn.-Zeitung 42: 187 (1927)
Type : Machairophyllum albidum (L.) Schwantes (Mesembryanthemum albidum L.)

## Liste des espèces
- Machairophyllum acuminatum L.Bolus
- Machairophyllum albidum Schwantes
- Machairophyllum baxteri L.Bolus
- Machairophyllum bijlii (N.E.Br.) L.Bolus
- Machairophyllum brevifolium L.Bolus
- Machairophyllum cookii Schwantes
- Machairophyllum latifolium L.Bolus
- Machairophyllum stayneri L.Bolus
- Machairophyllum stenopetalum L.Bolus
- Machairophyllum vanbredai L.Bolus